# Полуночная девица
«Полуночная девица» (англ. The Midnight Girl) — немой американский драматический фильм 1925 года режиссёра Уилфреда Ноя. Главные роли исполнили Лила Ли, Гарет Хьюз и Бела Лугоши. Фильм является одной из самых малобюджетных американских картин с участием Белы Лугоши на тот момент времени, в свою очередь в этом фильме экранного времени которое занимает Лугоши больше, чем во всех предыдущих его американских работах.
Также фильм запомнился двумя судебными разбирательствами последовавшими после выхода картины на экраны.

## Сюжет
Николас Хармон (Бела Лугоши) безмерно богатый театральный импресарио, который «любит свои слабости — и самой большой его слабостью была Нина (Долорес Кассинелли)», его любовница, оперная певица, голос которой слабеет. Его пасынок Дон (Гарет Хьюз), дирижёр оркестра, отвергает ухаживания светской девушки. В результате ссоры Дон отдаляется от отчима и уходит, чтобы добиться успеха самостоятельно. Он помогает карьере Анны (Лила Ли), недавно приехавшей из России певицы, которая становится звездой ночных клубов, «полуночной девушкой». Хармон видит её выступление и очаровывается. Он приглашает её в свою квартиру, где его попытки соблазнить девушку переходят в насилие. Анна стреляет в него из пистолета, но попадает в Нину, которая пряталась за занавеской. Хармон понимает, как сильно он любит Нину, и заключает её в свои объятия. В конце истории Дон женился на Анне, которая стала ведущей оперной певицей, а Хармон женился на Нине.

## В ролях
| Актёр              | Роль              |
| ------------------ | ----------------- |
| Лила Ли            | Анна              |
| Гарет Хьюз         | Дон Хармон        |
| Долорес Кассинелли | Нина              |
| Шарлотта Уокер     | миссис Шайлер     |
| Бела Лугоши        | Николас Хармон    |
| Руби Блейн         | Натали Шайлер     |
| Джон Д. Уолш       | Виктор            |
| Уильям Харви       | Нифти Луис        |
| Сидни Пэкстон      | Джо               |
| Синьор Н. Салерно  | менеджер          |
| Флора Финч         | хозяйка гостиницы |

## Производство
Сразу после завершения съёмок в фильме «Дочери, которые платят» (1925) Бела Лугоши согласился сняться в фильме «Уличная певица» (англ. The Street Singer), позже фильм был переименован в «Полуночная девица». Производством фильма занималась студия Chadwick Pictures, она использовала свои студии на Лонг-Айленде, а также некоторые локации на Манхэттене. «Полуночная девица» стала шестым из девяти «специальных фильмов класса де люкс» сезона 1924—1925 годов на студии Chadwick.

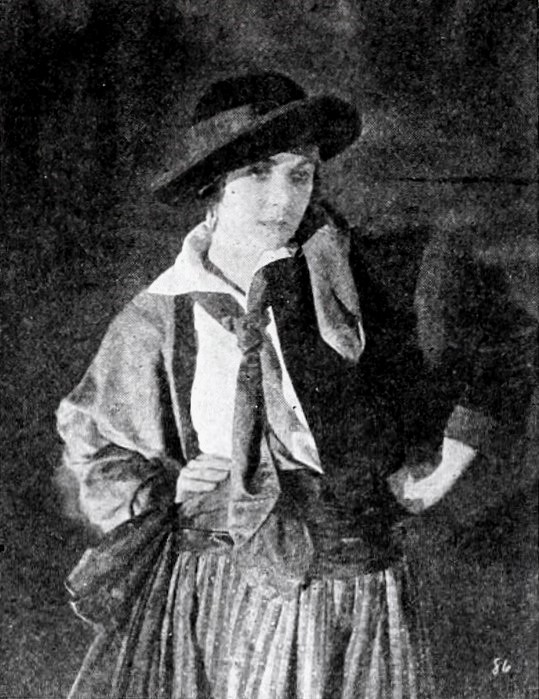
Кадр из фильма с Лилой Ли.

Оригинальный сценарий написал Гаррет Форт, который позже будет работать над сценариями таких фильмов как «Дракула» (1931), «Франкенштейн» (1931) и «Дочь Дракулы» (1936). Съёмки фильма начались в последнюю неделю января 1925 года. Режиссёром фильма стал Уилфред Ной, дядя Лесли Говарда, Ной также работал и над сценарием фильма. Над фильмом работали сразу два оператора, Фрэнк Цукер и Г. В. Битцер. Последний на протяжении многих лет работал с Дэвидом Уорком Гриффитом. Съёмки закончились примерно в конце февраля.

## Критика
Фильм «Полуночная девица» является одним из самых малобюджетных сохранившихся американских фильмов с Белой Лугоши. Биографы Лугоши Гэри Д. Родс и Билл Каффенбергер пишут, что например в одном месте интертирт утверждает, что мы видим «Большой оперный театр Нью-Йорка», но показанная сцена и сидячие места настолько малы, что больше напоминают районный кинотеатр. Зато Лугоши в этом фильме уделяется «огромное количество экранного времени», он появляется с «козлиной бородкой в стиле Свенгали, которая подчёркивает его похотливые ухаживания». В фильме есть несколько поразительных образов, в том числе Лила Ли в костюме с крыльями, висящая на часах в ночном клубе, из-за чего она и получила прозвище «полуночная девица». На момент выхода фильма на экраны, критики в целом оценили его положительно, а Лугоши получил больше похвал, чем за любой из его предыдущих американских фильмов.

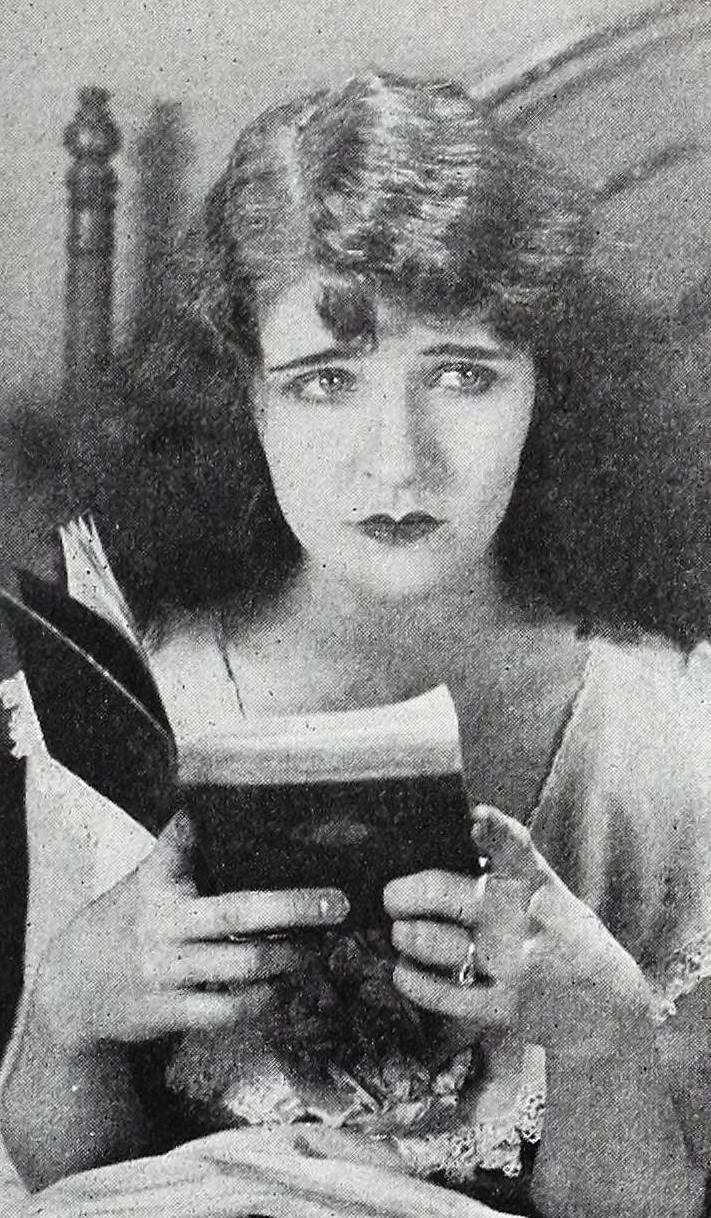
Кадр из фильма с Руби Блейн.

«Бела Лугоши исключительно хорошо исполняет тяжёлую роль отца-филантропа главного героя» было написано в журнале The Moving Picture World, а сам фильм должен стать приятным развлечением для обычного зрителя. Billboard написал, что тема фильма «стара как мир», но он имеет «в целом хороший актёрский состав», а «Бела Лугоши превосходен в роли развратного оперного продюсера». The Bioscope похвалил танцевальные сцены и игру актёров, отметив, что Николас «доминирует на протяжении всего фильма», а сам Лугоши «производит глубокое, хотя и несколько неприятное впечатление в этой сильной роли».
В специализированных киножурналах отзывы на фильм разнились, например Photoplay назвал картину «достаточно занимательной». А Exhibitors Herald назвал фильм «очередным бездарным» и возмутился тем, почему Лила Ли тратит свой талант на «такой хлам», в другой же статье того же журнала фильм назвали «хорошей однодневной картиной».

## Судебное разбирательство
После выхода фильма на экраны, компания Chadwick Pictures получила два судебных иска. Первый в сентябре 1925 года, кинокомпания Адольфа Филиппа подала в суд на Chadwick за плагиат и потребовала 100 000 долларов в качестве компенсации. Филипп написал одноимённую оперетту и поставил её в 1913—1914 годах, хотя Variety отметила, что он сам адаптировал её «с французского [оригинала] Поля Эрве и Жана Брике». Пресса обычно называла «Полуночную девушку» Филиппа «музыкальной комедией» и «музыкальным фарсом». Затем Филипп адаптировал свою пьесу в двухсерийный короткометражный фильм в 1919 году. Он утверждал, что Chadwick украла не только название его пьесы; компания также украла его сюжет. На самом деле эти две истории во многом отличаются друг от друга. В итоге Филипп проиграл суд.
Затем, в 1926 году, известная оперная певица Нина Моргана подала иск против Chadwick Pictures, потому что персонажа Долорес Кассинелли в «Полуночной девице» звали Нина Моргана. Хотя в сохранившихся копиях фильма в интертитрах написано Nina Morgan, а не Nina Morgana. Моргана потребовала возмещения ущерба в размере 25 000 долларов, утверждая, что она была «подвергнута общественному порицанию», потому что персонаж Нина позировала в фильме «с мало одетыми и даже полуобнажёнными мужчинами и женщинами». Она также была оскорблена тем, что в рекламном слогане героиня заявляет, что «продала свою душу, чтобы стать примадонной». В результате компания Chadwick дала указание своей кинолаборатории «удалить имя Нины Морганы из всех копий фильма и заменить его другим именем». Персонаж был переименован в Мими Дивито, хотя в двух интертитрах на сохранившихся копиях фильма всё ещё написано Нина. 